# Гиллеспи, Тайри
Тайри Гиллеспи (англ. Tyree Gillespie; 5 сентября 1998, Окала, Флорида) — профессиональный американский футболист, сэйфти клуба НФЛ «Джэксонвилл Джагуарс». На студенческом уровне выступал за команду Миссурийского университета. На драфте НФЛ 2021 года был выбран в четвёртом раунде.

## Биография
Тайри Гиллеспи родился 5 сентября 1998 года в Окале в штате Флорида. Там же окончил старшую школу Вэнгард. В составе школьной футбольной команды играл на позициях сэйфти и раннинбека. После выпуска получил предложения спортивной стипендии от ряда колледжей конференции SEC и выбрал Миссурийский университет.

### Любительская карьера
В турнире NCAA Гиллеспи дебютировал в 2017 году. В своём первом сезоне он провёл семь матчей, выходя на поле в составе специальных команд. В сезоне 2018 года он сыграл в тринадцати матчах, по его ходу закрепившись в стартовом составе. С 48 сделанными захватами Гиллеспи стал третьим среди защитников команды. В 2019 году он закрепился на позиции одного из двух сэйфти «Миссури» и в двенадцати играх сделал 50 захватов, став вторым по этому показателю. В сокращённом из-за пандемии COVID-19 сезоне 2020 года он принял участие в девяти матчах и был одним из самых эффективных игроков секондари в команде.

#### Статистика выступлений в NCAA
| Сезон | Команда         | Игры | Захваты | Захваты | Захваты | Захваты | Захваты | Перехваты | Перехваты | Перехваты | Перехваты | Перехваты | Фамблы | Фамблы | Фамблы | Фамблы |
| Сезон | Команда         | Игры | Solo    | Ast     | Tot     | Loss    | Sk      | Int       | Yds       | Y/R       | TD        | PD        | FR     | Yds    | TD     | FF     |
| ----- | --------------- | ---- | ------- | ------- | ------- | ------- | ------- | --------- | --------- | --------- | --------- | --------- | ------ | ------ | ------ | ------ |
| 2017  | Миссури Тайгерс | 7    | 0       | 2       | 2       | 0,0     | 0,0     | 0         | 0         | 0,0       | 0         | 0         | 0      | 0      | 0      | 0      |
| 2018  | Миссури Тайгерс | 13   | 37      | 11      | 48      | 1,5     | 1,0     | 0         | 0         | 0,0       | 0         | 1         | 0      | 0      | 0      | 0      |
| 2019  | Миссури Тайгерс | 12   | 34      | 16      | 50      | 4,0     | 1,0     | 0         | 0         | 0,0       | 0         | 7         | 0      | 0      | 0      | 1      |
| 2020  | Миссури Тайгерс | 9    | 29      | 17      | 46      | 0,5     | 0,0     | 0         | 0         | 0,0       | 0         | 4         | 0      | 0      | 0      | 0      |
| Всего | Всего           | 41   | 100     | 46      | 146     | 6,0     | 2,0     | 0         | 0         | 0,0       | 0         | 12        | 0      | 0      | 0      | 1      |

### Профессиональная карьера
Перед драфтом НФЛ 2021 года аналитик издания Bleacher Report Кори Гиддингс отмечал способность Гиллеспи прикрывать большие пространства, хорошее видение поля, навыки игры по мячу и чтения действий квотербека, надёжность при захватах. К минусам игрока он относил слабость в игре ближе к линии скриммиджа, недостаток манёвренности, потерю скорости при смене направления движения. В рейтинге издания Гиллеспи занимал восьмое место среди сэйфти, ему прогнозировали выбор в четвёртом раунде.
На драфте Гиллеспи был выбран «Рэйдерс» в четвёртом раунде под общим 143 номером. В мае 2021 года он подписал с клубом четырёхлетний контракт на сумму 3,98 млн долларов. В своём дебютном сезоне в НФЛ он принял участие в одиннадцати играх, большую часть времени выходя на поле в составе специальных команд. Летом 2022 года во время предсезонных сборов «Лас-Вегас» обменял Гиллеспи в «Теннесси Тайтенс» на условный выбор седьмого раунда драфта 2024 года. В основной состав новой команды он пробиться не смог. Спустя две недели был выставлен на драфт отказов, после чего перешёл в «Джэксонвилл Джагуарс».

#### Статистика выступлений в НФЛ

##### Регулярный чемпионат
| Сезон | Команда              | Игры | Захваты | Захваты | Захваты | Захваты | Захваты | Перехваты | Перехваты | Перехваты | Перехваты | Перехваты | Фамблы | Фамблы | Фамблы | Фамблы |
| Сезон | Команда              | Игры | Solo    | Ast     | Tot     | Loss    | Sk      | Int       | Yds       | Y/R       | TD        | PD        | FR     | Yds    | TD     | FF     |
| ----- | -------------------- | ---- | ------- | ------- | ------- | ------- | ------- | --------- | --------- | --------- | --------- | --------- | ------ | ------ | ------ | ------ |
| 2021  | Лас-Вегас Рэйдерс    | 11   | 1       | 7       | 8       | 0       | 0,0     | 0         | 0         | 0,0       | 0         | 0         | 0      | 0      | 0      | 0      |
| 2022  | Джэксонвилл Джагуарс | 2    | 0       | 0       | 0       | 0       | 0,0     | 0         | 0         | 0,0       | 0         | 0         | 0      | 0      | 0      | 0      |
| Всего | Всего                | 13   | 1       | 7       | 8       | 0       | 0,0     | 0         | 0         | 0,0       | 0         | 0         | 0      | 0      | 0      | 0      |

* На 26 ноября 2022 года

##### Плей-офф
| Сезон | Команда           | Игры | Захваты | Захваты | Захваты | Захваты | Захваты | Перехваты | Перехваты | Перехваты | Перехваты | Перехваты | Фамблы | Фамблы | Фамблы | Фамблы |
| Сезон | Команда           | Игры | Solo    | Ast     | Tot     | Loss    | Sk      | Int       | Yds       | Y/R       | TD        | PD        | FR     | Yds    | TD     | FF     |
| ----- | ----------------- | ---- | ------- | ------- | ------- | ------- | ------- | --------- | --------- | --------- | --------- | --------- | ------ | ------ | ------ | ------ |
| 2021  | Лас-Вегас Рэйдерс | 1    | 0       | 0       | 0       | 0       | 0,0     | 0         | 0         | 0,0       | 0         | 0         | 0      | 0      | 0      | 0      |
| Всего | Всего             | 1    | 0       | 0       | 0       | 0       | 0,0     | 0         | 0         | 0,0       | 0         | 0         | 0      | 0      | 0      | 0      |